# بهار شاهین
بهار شاهین (انگلیسی: Bahar Şahin؛ زادهٔ ۴ مهٔ ۱۹۹۷) بازیگر اهل ترکیه است. وی از سال ۲۰۱۵ میلادی تاکنون مشغول فعالیت بوده‌است. او در سریال‌هایی همچون استانبول ظالم ، دوران ، گشت مدرسه و به سرنوشتت لبخند بزن به ایفای نقش پرداخته است.